# エンチリート
エンチリート(Enchirito)は、アメリカのファーストフードチェーン、タコベルのメニューの一つである。エンチラーダに似たテクス・メクス料理で、小麦粉で作ったトルティーヤに牛挽肉のタコスミート（ステーキやチキンも選択可）、豆、刻んだタマネギを詰め、チェダーチーズ、レッドソースをかける。同社の登録商標。

## 名称
エンチリートの名称はエンチラーダとブリートを合わせて作った混成語である。エンチラーダは一般にトウモロコシで作ったトルティーヤに肉を詰め、チリソースをかけたものであるのに対し、ブリートは通常小麦粉のトルティーヤに豆を詰めたものである。エンチリートの名は、これら2つの料理を合わせた料理であることに反映したものとなっている。
したがって、タコベルの他の商品と異なり、エンチリートはメキシコで用いられているスペイン語をそのまま用いた名称ではない。かつてタコベルが店頭で商品名に発音を併記していた時代には、エンチリートの発音は"EN-CHI-REE-TOH"であると掲示されていた。

## 歴史
エンチリートの起源についてはさまざまな説がある。よく考案者として名前が挙げられるのはダン・ジョーンズ(Dan Jones)という人物である。タコベル本部に勤めていたジョーンズがエンチリートを考案し、アルバカーキの5店舗で行った試験販売が好評だったため、1968年からメニューに載るようになったとされる。考案にあたってジョーンズは、東海岸への旅行中に見かけた「エンチラーダ・ブリート(Enchilada Burrito)」を参考にしたと付け加える文献もある。一方1971年にテキサス州コーシカーナの地方紙に掲載された記事によると、発明者はミシシッピ州に住んでいた人物で、考案の見返りにタコベルのフランチャイズ店となる権利を得て、テキサス州で開店したという。このように起源ははっきりしないものの、1967年8月付のテキサス州の地方紙にエンチリートの広告が載った例があり、この時点では既に販売されていた。1970年5月、タコベルは"ENCHIRITO"をサービスマークとして米国特許商標庁に申請した。1970年代に販売されていたエンチリートは、広告では「特別なトルティーヤ」に牛挽肉、うずら豆、タマネギを詰め、レッドソースとチーズをかけ、オリーブを乗せたもの、と説明されている。当時の容器は家に持ち帰ってから温め直して食べることもできるよう、アルミホイルのトレイであった。しかし初代のエンチリートは1993年にメニューから外された。
エンチリートが公式にメニューから外された後も、顧客の中にはエンチリートを注文する者がおり、店舗の多くが手持ちの材料を用いて注文に応じていることがインターネットを通じて拡散した。このように裏で人気があったことから、再びメニューに載せることになり、1999年12月26日からは当時タコベルが宣伝に使用していたチワワが登場し、エンチリートを宣伝するCMも放送された。しかし、復活にあたって製品仕様が一部変更された。容器は店舗で食べる場合、コートされた紙で作られた横長の容器に、ドライブスルーの場合は透明なプラスチックのふたのついた黒いプラスチックの容器に変更され、プラスチック製の先割れスプーンを添えて提供された。料理自体にも変更があり、初代の象徴的存在となっていた薄切りのオリーブが省かれている。牛挽肉の代わりにステーキやチキンを選択することもできるようになった。
2013年7月25日、タコベルはSmothered Burritoを新たに発売すると同時に、エンチリートを再びメニューから外した。メニューには載っていないが、その後も注文に応じている店舗もある。